# Open Your Heart (canción de The Human League)
"Open Your Heart" es una canción del grupo británico de synthpop The Human League. Fue lanzado como single en el Reino Unido en septiembre de 1981 y alcanzó el puesto número seis en la lista de singles del Reino Unido. Fue escrito conjuntamente por el cantante Philip Oakey y el teclista Jo Callis. La canción cuenta con una voz principal de Oakey y coros femeninos de Susan Ann Sulley y Joanne Catherall, sintetizadores analógicos de Jo Callis, Philip Adrian Wright e Ian Burden. El productor Martin Rushent proporcionó las cajas de ritmos, la secuenciación y la programación.

## Composición
"Open Your Heart" fue la última de las tres canciones del álbum Dare que se lanzaron antes del álbum en sí. A diferencia de los sencillos anteriores "The Sound of the Crowd" y "Love Action (I Believe in Love)", "Open Your Heart" fue escrito específicamente para el álbum Dare. Fue elegido por el ejecutivo de Virgin, Simon Draper, para ser el sencillo de prueba de Dare, publicado deliberadamente justo antes del álbum. 
Rápidamente alcanzó el número seis en la lista de sencillos del Reino Unido y elevó el perfil de la banda a lo más alto que había estado hasta ese momento. Publicado solo tres semanas antes de Dare, el sencillo actuó como un poderoso vehículo promocional para el álbum. La portada y el video promocional se coordinaron deliberadamente con su álbum principal. 
Fue la primera carátula de un disco de la Human League en presentar al nuevo miembro de la banda Jo Callis, quien coescribió la canción con Phil Oakey y quien también escribió la cara B "Non-Stop" con Adrian Wright. En una entrevista en octubre de 2009, Callis dijo: "Había comenzado a trabajar con ambas melodías en la guitarra, tocando junto con una caja de ritmos temprana que tenía alrededor de seis patrones de batería preestablecidos, Open Your Heart se tradujo mejor en el teclado y creo que usó la misma caja de ritmos con el mismo preajuste en la demostración original que se hizo en el antiguo estudio de 8 pistas de la Liga en Sheffield ". 
En ese momento, como una táctica de marketing de corta duración, The Human League etiquetaba sus sencillos como "Rojo" o "Azul" para ayudar a los compradores a diferenciar los estilos musicales de la banda. "Open Your Heart" fue el primero en ser designado "Azul". Cuando se les preguntó por qué, Susan Sulley explicó que "el rojo es para los que posan, para los tipos de Spandy (Spandau Ballet)". Oakey agregó: "El azul es para los fanáticos de ABBA". 

## Lanzamiento
La revista Smash Hits escribió en ese momento:
```
   "Tienes que darle a la banda lo que se merece. De ser considerados no-hopers, ahora son la mayor esperanza (financiera) de Virgin. Esta es la número uno. Lo tiene todo: coro fuerte, atractivo instantáneo y corona de ensueño". 
```

El sencillo entró en las listas de singles del Reino Unido en el n. 21 el 6 de octubre de 1981. La banda apareció en Top of the Pops la misma semana para interpretar la canción. La semana siguiente alcanzó su no. 6 pico permaneciendo allí durante dos semanas consecutivas. El video promocional, en lugar de una repetición de la aparición en el estudio, se mostró en Top of the Pops el 22 de octubre, momento en el que se lanzó el álbum principal "Dare", entrando en las listas de álbumes del Reino Unido en el número 2.

## Video Promocional
El video musical que acompaña a la versión original de "Open Your Heart" fue el primer video que grabó la banda. Los lanzamientos anteriores de Human League  habían sido promocionados con imágenes de la banda en el escenario, intercaladas con diapositivas y visuales de Philip Adrian Wright. El sencillo anterior "Love Action (I Believe in Love)" se había lanzado originalmente sin video, pero luego se grabó uno para su lanzamiento en Estados Unidos en 1982.
Virgin Records y Oakey estaban ansiosos por usar el video para promocionar el futuro álbum tanto como el sencillo actual, por lo que el director de video Brian Grant tomó prestado mucho de las imágenes del álbum. La escena de apertura es un montaje de video de los retratos de los seis miembros de la banda exactamente como aparecen en la portada del álbum. La banda está vestida y maquillada con el mismo estilo que la fotografía de Dare. El video se filmó en un estudio en cinta de video y se mezcló y mejoró utilizando efectos de video analógicos de última generación. Las imágenes de Oakey dominaron la mayoría de las escenas, interrumpidas con Sulley y Catherall bailando en cámara lenta y tomas estáticas de Wright, Callis, Burden. El video termina con una toma prolongada de la portada real del entonces inédito Dare.

## Listado De Pistas
Vinilo (Virgin VS453)
1. "Open Your Heart" – 3:53.
2. "Non-Stop" – 4:15.

Vinilo (Virgin VS453-12)
1. "Open Your Heart/Non-Stop" – 8:15.
2. "Open Your Heart/Non-Stop (Instrumental)" – 8:41.

- Datos: Q110047847